# عرض الساطح (ذي السفال)

تعديل مصدري - تعديل

عرض الساطح محلة تابعة لقرية القاضي، التابعة لعزلة ذي الحود ومعاين بمديرية ذي السفال إحدى مديريات محافظة إب في الجمهورية اليمنية، بلغ تعداد سكانها 46 حسب تعداد اليمن لعام 2004.